# Слюсар, Валентин Васильевич
Валенти́н Васи́льевич Слю́сар (укр. Валентин Васильович Слюсар; род. 15 сентября 1977, Киев) — украинский футболист, полузащитник. В прошлом игрок национальной сборной Украины. Известен по выступлениям за харьковский «Металлист». После завершения активной карьеры игрока стал футбольным тренером.

## Биография

### Клубная карьера
Воспитанник спортшколы киевского «Динамо» (тренер — В. И. Кащей). Однако пробиться в основную команду Валентин не сумел и выступал исключительно за вторую и третью команду в низших дивизионах. Летом 1998 года перешел в донецкий «Металлург», за который 27 августа 1998 дебютировал в Высшей лиге. В начале 1999 года переехал в Россию, подписав контракт с ростовским «Ростсельмаш». Однако за рубежом в Слюсара игра не пошла и он в основном выступал за вторую команду.

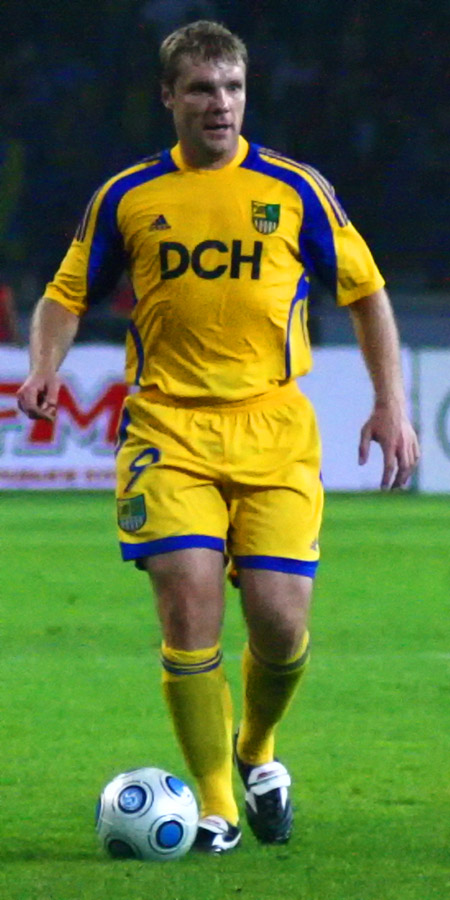
Слюсар во время выступлений за «Металлист» 2009 год.

В начале 2000 года вернулся в Украину, подписав контракт с перволиговой «Оболонью-ПВО», в которой провел полгода, после чего перешел в «Закарпатье», где сразу стал основным игроком команды и в первом же сезоне помог ужгородскому клубу впервые в истории выйти в Высшую лиги. Правда, удержаться в элите «закарпатцы» не смогли и Валентин покинул команду, подписав контракт с клубом высшей лиги «Полиграфтехникой». За финансовых затруднений летом 2003 года команда была вынуждена на год приостановить свое членство в ПФЛ и Слюсар на правах свободного агента перешел в перволиговую винницкую «Ниву».
Летом 2004 года «Закарпатье» вновь вышло в высшую лигу и пригласила назад своего бывшего опытного игрока, который сыграл почти во всех матчах сезона и помог ужгородцам остаться в элите. Там его заметил харьковский «Металлист», который летом 2005 года подписал контракт с игроком. В составе харьковской команды Валентин сразу стал основным игроком и с 2007 года четыре раза подряд получал с клубом бронзовые награды чемпионата. В конце июня 2009 года был дисквалифицирован до 25 августа того же года за неумышленное применение допинга, который находился в применяемых футболистом пилюлях, но не был указан на упаковке. Положительной оказалась допинг-проба взятая 13 мая после полуфинального матча кубка Украины с «Ворсклой». На производителей препарата Слюсар собирался подать в суд.
В июле 2010 года на правах свободного агента подписал контракт с премьерлиговою «Оболонью», куда его пригласил Сергей Ковалец, знакомый с возможностями игрока ещё по выступлениям за «Металлист». За «пивоваров» отыграл два сезона и после того как клуб покинул элитный дивизион завершил игровую карьеру.

### Карьера в сборной
В юношеской сборной Украины провел 11 матчей и забил 6 мячей. В юниорской сборной — 7 матчей, забил 2 мяча.
За сборную Украины сыграл 2 игры. Первая — 19 ноября 2008 года в товарищеском матче со сборной Норвегии. Вторая и последняя — 1 апреля 2009 в рамках отборочного турнира к ЧМ 2010 против сборной Англии.

### Тренерская карьера
После завершения карьеры футболиста с июля 2012 года работал тренером молодёжного состава ФК «Говерла», а через год был назначен на должность тренера юношеской команды, где проработал до лета 2016 года. В феврале 2017 года вошел в тренерский штаб «Буковины», которую возглавил Олег Ратий. В июне того же года по обоюдному согласию сторон сотрудничество было прекращено.

## Семья
Сын, Денис Слюсар, также профессиональный футболист

## Факты
- В Высшей / Премьер лиге Украины провёл 245 матчей, забил 23 гола.
- В Кубке Украины провел 29 матчей, забил 4 гола.
- В Еврокубках провёл 15 матчей, забил 2 гола.

## Достижения
- Бронзовый призёр чемпионата Украины (4): 2006/07, 2007/08, 2008/09, 2009/10.
- Серебряный призёр Первой лиги Украины (3): 1996/97, 1997/98, 2000/01.